# حسام فطرتی
حسام فطرتی (زاده ۱۷ اردیبهشت ۱۳۶۰ در شمیران) طراح، نقاش، کاریکاتوریست و هنرمند مفهومی ایرانی است.
وی فعالیت‌هایی در حیطه‌ی نمایشگاه‌گردانی و پژوهش هنر نیز داشته است و رابطه‌ی هنر و مهاجرت، یکی از دغدغه‌های اساسی مشاهده شده در آثار او است. کتاب «هر هنرمندی حق دارد منشور جهانی حقوق بشر را به تصویر بکشد» مجموعه‌ای از تصویرسازی‌های او است که توسط نشر «ماه ریز» در سال ۱۳۸۸ به چاپ رسیده است.
ایده‌های فلسفی و چالش‌های پیرامون آن‌ها از درون‌مایه‌های آثار او هستند. آثار او اغلب داستان‌گو (نریتیو)اند و در آن‌ها از کهن‌الگوها، سمبل‌ها و کلیشه‌ها استفاده شده است. یکی از مدیوم‌های اجرایی مورد علاقه‌ی او استادکاری کلاسیک است و علت انتخاب این شیوه‌ی کار، اهمیت مفهوم «روشنگری» در محتوای آثار اوست.
فطرتی بیش از بیست نمایشگاه انفرادی در کشورهای مختلف ازجمله ایران، امریکا و استرالیا برپا نموده ‌است.
تجدد، زندگی در جامعه مدرن، مهاجرت و چگونگی بازسازی سنت‌ها در جامعه جدید، تعدادی از مضامین مورد توجه فطرتی برای خلق آثارش است.

## تحصیل و کار
فطرتی پس از گذراندن دوران متوسطه در اوایل دهه هشتاد، کارشناسی ارتباط تصویری را در تهران به پایان رساند و آتلیه شخصی خود را بنیان نهاد. در همین زمان به عنوان کارتونیست و تصویرساز در روزنامه‌ها و مجلات تهران مانند روزنامه اعتماد ملی، پول و طنز و کاریکاتور همکاری می کرد. آثار ادیتوریال او در این دوره بیشتر بازتاب شرایط روز با زبانی تلخ، سمبلیک و استعاری است. 
حسام در سالهای پایانی دهه هشتاد برای ادامه تحصیل در مقطع کارشناسی ارشد و دکترا به استرالیا مهاجرت کرد و توسط دانشگاه گریفیث بورسیه شد. مهاجرت فطرتی با بحران سوریه و مهاجرت اجباری فوج عظیمی از جنگ زدگان همراه شد که این مقوله تاثیر عمیقی بر کارهای او گذاشت. در چهار مجموعه «کوری»، «ریشه‌های قطع شده»، «ستاره شمالی پیدا نیست» و «انتظار» حسام به مقوله مهاجرت و آرزوها و سختی‌ها پرداخته‌است. 
فطرتی سالهای میانی دهه نود را به‌طور عمده به پژوهش و فعالیت دانشگاهی گذراند و بخشی از رساله دکترای خود را به پژوهش درباره پناهجویان و نحوه سازگاری آنها با جامعه میزبانشان اختصاص داد.

## ویژگی‌های فرمی و محتوایی آثار

نمایشگاه آثار حسام فطرتی در استرالیا

یکی از مضامین تکرار شده در کارنامه کاری حسام فطرتی، مسئله‌ی «روشنگری» است. اختراع و رواج صنعت چاپ یکی از محرکه‌های عصر روشنگری در اروپا بود که به هنرمندان و متفکرین این اجازه را ‌داد تا آثار و ایده‌هایشان را به صورت انبوه به دست مردم عادی برسانند. با توجه به سنت تاریخی روشنگری و با نگاهی به این مفهوم بود که فطرتی شیوه‌ی چاپ‌دستی را برای بیشتر کارهایش انتخاب کرده است. حسام از تکنیک‌های اچینگ، لینوکات، سیلک‌اسکرین و ... برای خلق آثار چاپی‌اش استفاده می‌کند. یکی از ویژگی‌های منحصر به فرد آثار چاپی او ابعاد بزرگ آن‌ها است؛ به عنوان مثال بعضی از آثار او به ابعاد ۱۲۰*۲۴۰ سانتیمتر نیز می‌رسند که می‌توان آنها را در جایگاه بزرگ‌ترین آثار چاپی طبقه‌بندی کرد.

## نظر دیگران

آثار حسام فطرتی در State Library of Queensland

آیدین آغداشلو در مقدمه کتاب «هر هنرمندی حق دارد منشور جهانی حقوق بشر را به تصویر بکشد» درباره‌ی حسام فطرتی می‌نویسد:

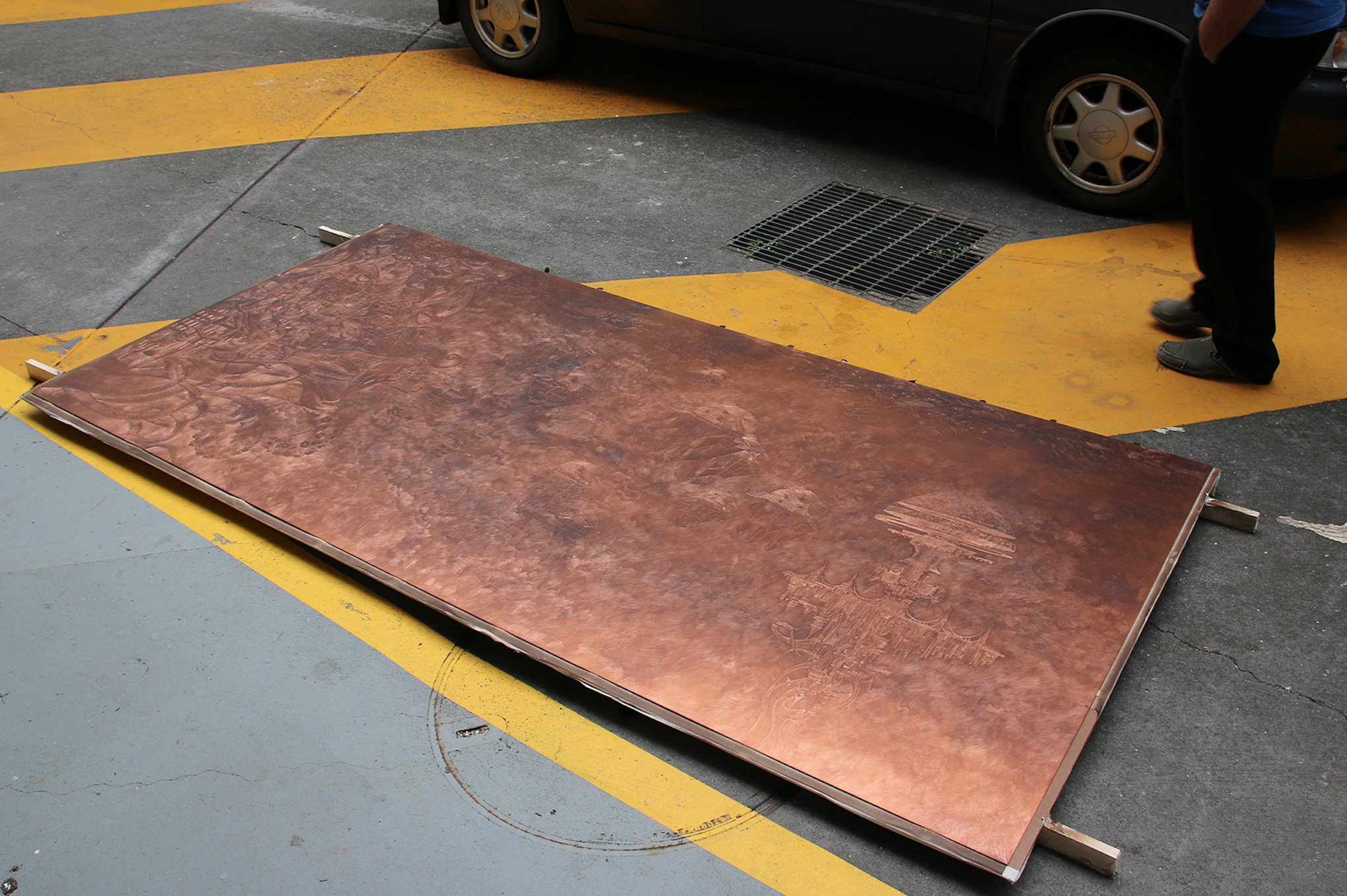
کلیشه چاپ «مدینه فاسده»، ۱۲۰ در ۲۴۰ سانتیمتر

او نمونه و نشانه‌ای‌ست از نسلی جوان و پویا و سرشار از ذهنیتی غنی، تیز و جستجوگر. چندسال پیش بود که ضمن داوری یک جشنواره‌ی هنرهای تجسمی به چند اثر از او برخوردم که ظریف و هوشمندانه و ماهرانه بود و پیشنهاد جایزه برایش کردم؛ که تایید شد. در کارهای او اندیشه‌ی طنزآمیز-اما کاونده‌‌ای- در ساختاری در ظاهر ساده و تک‌رنگ، با صراحت و قوت و رندی منتقل می‌شود. تمثیل‌های او تاثیری عمیق و بلافاصله و ماندگار باقی می‌گذارد.

## جایزه‌ها
| نام جایزه                                                         | سال  | کشور     |
| ----------------------------------------------------------------- | ---- | -------- |
| Marie Ellis OAM/ Runner Up Prize for Drawing                      | ۲۰۱۶ | استرالیا |
| First prize, AusIran Photography Festival                         | ۲۰۱۳ | استرالیا |
| GU International Postgraduate Research Scholarship Brisbane       | ۲۰۱۲ | استرالیا |
| Griffith University Postgrad Research Scholarship Brisbane        | ۲۰۱۲ | استرالیا |
| Special prize, International Visual Art Festival, Niavaran palace | ۲۰۰۵ | ایران    |
| Special prize, Free Poster Competition                            | ۲۰۰۲ | ایران    |
| First prize, Young Iranian Cartoonist                             | ۲۰۰۰ | ایران    |

## نگارخانه

اثری از حسام فطرتی، چاپ دستی
اثری از حسام فطرتی، چاپ دستی
جزئیات «مدینه فاسده»، چاپ دستی
اثری از حسام فطرتی در Amnesty